# جيمس جي. هاويس
جيمس جي. هاويس (بالإنجليزية: James G. Howes)‏ هو ضابط أمريكي، ولد في 1945 في بالتيمور في الولايات المتحدة.